# 이유카
이유카(1994년 6월 27일 ~ )는 대한민국의 가수다. 2017년 싱글앨범 [AJ Music #04 뒷모습]으로 데뷔했다.

## 방송
- 싱어게인3 (2023) - Top43
  - 에일리의 <보여줄게>를 부른 무대 영상이 유튜브 조회수 120만 회 이상 기록하면서 '단아한 광기'의 캐릭터로 대중들에게 인지도를 얻었다.

## 음반
- AJ Music #04 뒷모습 (2017)
- 공,명(空,冥) (2019)
- 귀향 (2020)
- 그래서 나는 안티팬과 결혼했다 OST Part.5 (2021)
- 그래서 나는 안티팬과 결혼했다 OST (2021)
- 우리 꼭 다시 보자 (2021)
- 찾을 진리 (2021)
- 시나브로 (2022)
- Unusual (2022)
- 봄바람에 흔들려 떨어지는 꽃잎처럼 (2023)
- 노놀 VOL 15. 이유카 ' 물들어버린 이들 ' (2023)
- 내게 주어진 (2024)
- 시몬 (2024)
- 세상에 내가 없어도 (2024)
- 조금의 불안은 (2024)

### 이유카와 악사들
- 2023 통일로가요 (2023)

## 공연
- 리슨어게인<Listen Again> (2024)

## 피처링
- Bryan Sik <Jesus Saves Us> (2018)
- 정연우 <하얀 반달> (2018)
- AJ Worship <빛나고 높은 보좌와> (2022)

## 작사/작곡/편곡
- 정연우 <하얀 반달> (2018) - 작사/작곡/편곡
- 정연우 <하늘에 그린 바람> (2020) - 작사/작곡/편곡
- AJ Worship <나의 믿음과 소망> (2020) - 작사/작곡

## 수상
- 통일로가요 우수상 (2023)
- 내일의 슈퍼스타 인기상 (2022)
- 신촌 거리노래방 왕중왕전 1등 (2022)
- 실력있는 뮤지션 발굴 콘테스트 TOP14 (2022)
- 밀양아리랑가요제 TOP10 (2016)